# Max Factor
Max Factor es una popular línea de cosméticos propiedad de la compañía Procter & Gamble. Fue fundada en 1909 como Max Factor & Company, por Maksymilian Faktorowicz, un cosmetólogo de Polonia. En su comienzo se especializó en maquillaje de película; hasta 1973 en que fue vendida por $500 millones, Max Factor & Company perteneció a varias generaciones de la familia, convirtiéndose en una compañía internacional durante este tiempo. Procter & Gamble compró la compañía en 1991.

## Historia
Después de inmigrar a los Estados Unidos en 1904, Max Factor se mudó con su familia y negocio a Los Ángeles, California, viendo una oportunidad de proveer de pelucas hechas a pedido y maquillaje teatral a la industria creciente del cine. Además de vender sus propios productos, pronto se convirtió en el distribuidor del oeste de Leichner y Minor, los dos principales fabricantes de maquillaje teatral.
En los primeros años de producción de películas, el maquillaje teatral se aplicaba en barra, aunque este maquillaje aceptado para el uso en el escenario, no podía aplicarse lo suficientemente fino, ni los colores funcionaban satisfactoriamente en pantalla. Factor comenzó a experimentar con diversos compuestos en un esfuerzo por desarrollar un maquillaje adecuado para el nuevo medio que era el cine. En 1914 había perfeccionado su primer producto cosmético. Con este logro importante, Max Factor se convirtió en la autoridad de los cosméticos en el cine. Pronto las estrellas de cine estaban ansiosas por probar su " maquillaje flexible".
En los primeros años del negocio, Factor aplicó personalmente sus productos a actores y actrices. Desarrolló una reputación de ser capaz de personalizar el maquillaje de actores y actrices para que en la pantalla se viera con la mejor iluminación posible. Entre sus clientes más notables estaban Ben Turpin, Gloria Swanson, Mary Pickford, Pola Negri, Jean Harlow, Louise Brooks, Claudette Colbert, Bette Davis, Norma Shearer, Joan Crawford y Judy Garland. Como resultado, prácticamente todas las grandes actrices del cine eran clientes habituales del salón de belleza Max Factor, localizado cerca de Hollywood Boulevard.
En 1918 Max Factor completó el desarrollo de su gama "Armonía Color", que eran polvos para la cara, que debido a su amplia gama de colores, le permitió personalizar y proporcionar maquillaje más consistente para cada actor o actriz de forma individual. Creó muchas de las apariencias de actrices como Clara Bow con sus labios pintados en forma de corazón/pierrot. Años más tarde, exageró los labios naturalmente carnosos de Joan Crawford para distinguirla de las muchas aspirantes a estrellas que querían copiar el look de Clara Bow que él mismo había creado. También creó tonos específicamente para ellas: "Platino" (para Jean Harlow), "medio especial" (para Joan Crawford), "oscuro" (para Claudette Colbert) o "luz egipcia" (para Lena Horne). Para Rodolfo Valentino creó un maquillaje que complementaba su tez, y enmascaraba el tono moreno de su piel en pantalla.
En 1920 Max Factor cedió a la sugerencia de su hijo Frank y oficialmente comenzó a referirse a sus productos como "maquillaje", basado en la frase verbal "maquillar" (la cara de uno). Hasta entonces se había utilizado el término "cosméticos"; el término "maquillaje" era considerado vulgar, para ser utilizado solo por personas del teatro o de dudosa reputación y no algo que se utilizara en la buena sociedad.
En 1922 mientras estaba de vacaciones en Europa con su esposa, Factor visitó la sede de Leichner en Alemania. Era en el momento el mayor minorista de su maquillaje teatral, sin embargo, fue rechazado y mantenido a la espera en la recepción. Molesto por el trato que le habían dado, se fue y de inmediato envió un telegrama a sus hijos para comenzar a vender su propia marca de maquillaje teatral. Hasta entonces Factor solamente había intentado hacer su propio maquillaje para uso en sus clientes, pero no había hecho ningún intento de comercializarlo mientras estaba representando a otras marcas. Ahora se concentró en sus propios productos, que ofreció en un tubo plegable, en vez de en la forma de barra utilizada por los fabricantes hasta entonces. Su maquillaje teatral no sólo era más higiénico, también podía aplicarse más fina y uniformemente. Pronto la versión de Max Factor fue la marca líder.
Durante la década de 1920 sus hijos Davis y Frank estaban muy involucrados en el negocio, con Davis como el gerente general y Frank ayudando a su padre en el desarrollo de nuevos productos.
En 1925 la compañía recibió su mayor pedido hasta la fecha cuando se tuvo que completar un pedido urgente para suministrar 600 litros de maquillaje oliva ligero para el conjunto de la película " Ben- Hur " para garantizar que el color de la piel de los extras utilizados en la filmación del rodaje en Estados Unidos coincidiera con la de los extras italianos de piel más morena en las escenas filmadas en Italia.
En 1926 para la película " Mare Nostrum " Max y Frank Factor desarrollaron el primer maquillaje teatral a prueba de agua.
En la década de 1920 Max Factor se empezaba a conocer fuera de la comunidad cinematográfica, lo que llevó a la empresa a principios de la década de 1930 al desarrollo de un departamento interno de relaciones públicas.

## Distribución nacional
Mientras Max Factor era feliz porque la empresa seguía siendo un proveedor especializado de productos para la comunidad cinematográfica, sus hijos estaban convencidos de que podían convertir a la compañía en una empresa mucho más grande. La distribución nacional comenzó en 1927 cuando "Sales Builders", una compañía de distribución establecida, obtuvo los derechos para publicitar, distribuir y vender los productos de Factor.
Debido a su fuerte conexión con la comunidad cinematográfica, Max Factor pudo utilizar el respaldo de celebridades fílmicas en la publicidad de sus productos. A cambio de un pago nominal de 1 dólar a la actriz, la publicidad también promocionaría la última película de la estrella.

## Maquillaje pancromático
La introducción del sonido en el cine dio lugar a la sustitución de las ruidosas luces de carbono por luces de tungsteno, que eran mucho más silenciosas, calientes y creaban una luz más suave. Al mismo tiempo la película ortocromática, que hasta ese momento había sido utilizada por la industria, fue sustituida por la supersensible y rápida Película pancromática que oscurecía notablemente los tonos de piel. Estas novedades requirieron seis meses de intenso desarrollo para crear un maquillaje compatible con el nuevo entorno, porque los productos existentes habían sido diseñados para el cine en blanco y negro y no eran adecuados para el uso diario. Este nuevo "maquillaje pancromático" fue registrado en octubre de 1929.

## Maquillaje "Pan-Cake"
El desarrollo del cine en Technicolor requirió que la compañía desarrollará una nueva línea de productos porque el maquillaje pancromático dejaba un ligero brillo en la piel que reflejaba los colores del entorno. Como resultado de lo mal que se veían en color muchos actores y actrices se negaron a aparecer en películas a color. Mientras Max Factor se recuperaba tras ser atropellado por una furgoneta de reparto, Frank Factor tomó la delantera en los dos años que se tardó en desarrollar un maquillaje adecuado, inicialmente llamado " TD" y luego rebautizado como "Pan-Cake". Se vendió en forma de torta sólida y se aplicaba con una esponja húmeda, que ofrecía la ventaja de ocultar las imperfecciones de la piel bajo un acabado mate transparente. Su primera aparición fue en la película Vogues of 1938.
Fue un éxito inmediato y sus ventajas llevaron a que las mujeres robaran el maquillaje de los sets de rodaje y lo usaran en privado. Su única desventaja para el uso diario fue que no se podía utilizar por la noche, ya que hacía que la piel se viera demasiado oscura excepto bajo las potentes luces utilizadas en los estudios de cine. Mientras Max Factor quería reservar el producto para el uso cinematográfico, Frank Factor estaba abierto a las posibilidades comerciales y comenzó a desarrollar tonos más claros. En el momento la empresa sólo era capaz de producir lo suficiente para satisfacer la demanda de los estudios cinematográficos, lo que retrasó el lanzamiento comercial hasta que la producción pudiera aumentar. La compañía utilizó el lanzamiento de Vogue of 1938 en agosto de 1937 y cinco meses más tarde de The Goldwyn Follies, la segunda película en usar el maquillaje, para lanzar comercialmente "Pan-Cake" para el público general, respaldado por una campaña nacional de publicidad basada en el color. Inmediatamente se convirtió en el artículo de maquillaje más rápido y más vendido hasta la fecha, así como el maquillaje estándar a utilizar en todas las películas en technicolor.

## Micrómetro de belleza
En los años 1930, Factor ayudó a desarrollar un dispositivo similar a una máscara para medir el contorno de la cara de los sujetos. Él lo llamó el "micrómetro de la belleza". Su objetivo era detectar fallos estructurales incluso apenas visibles, que podían ser magnificados y más notables ante la cámara. Un técnico podía entonces aplicar el maquillaje para ocultar el problema.

## Muerte de Max Factor
Después de la muerte de Max Factor en 1938, Frank Factor tomó el nombre de Max Factor, Jr, y expandió la firma todavía privada de cosméticos, junto con miembros de la familia incluyendo Factor Sidney, Louis Factor, Factor Davis y Max Firestein.
En 1939 Max Factor, Jr., comenzó el desarrollo de una barra de labios a prueba de manchas que también no irritaba o cambiaba de color. Una máquina de besar se construyó para poner a prueba la resistencia de la fórmula a la decoloración. El resultado fue lanzado en 1940 como "Tru-Color" en seis tonos de rojo.
Durante la Segunda Guerra Mundial Max Factor desarrolló tonos de maquillaje para el camuflaje del Cuerpo de Marines de Estados Unidos.
En 1947, después de 26 meses de desarrollo por parte de Max Factor, Jr., la compañía lanzó "Pan-Stik", un maquillaje en crema suministrado en forma de barra y diseñado para aprovechar los últimos cambios en la iluminación de estudio y stock de las películas. Este producto era rápido de aplicar, y no graso. Fue lanzado al público en 1948 y fue otro inmediato éxito comercial.
En 1951, la compañía amplió su gama para ofrecer champú masculino, loción para después del afeitado, desodorantes y espumas de afeitar.
La introducción de la televisión a color llevó a la empresa a desarrollar Max Factor TV, que se convirtió en el estándar para el uso en la televisión en color.
En 1955 la compañía lanzó "Electrique", su primera fragancia y tres años más tarde "Primitif". En 1956 Max Factor inc. compró Sales Builders, que hasta ese momento gestionaba todas sus ventas y sus distribución nacionales. Esto llevó a una completa reorganización de la división de mercado, publicidad, ventas y distribución en América de la compañía.
Por la década de 1960, Max Factor, Jr., Max Firestein y los nietos Factor Donald, Alfred Jay Firestein y Chester Lee Firestein todavía estaban involucrados. Bajo su liderazgo, en 1965 Max Factor, Jr., estableció "Geminesse", una línea de maquillaje, cuidado de la piel y productos como perfumes que eran vendidos solamente por empleados uniformados en los grandes almacenes. Los envases y los productos eran diferentes, muchos de los contenedores fueron diseñados para parecerse a esculturas griegas.
Los años 1960 vieron a la compañía a convertirse en una empresa pública y sus acciones clase A entrar en la Bolsa de Valores de Nueva York. Este período también vio la tercera generación de la familia Factor, Factor Barbara, Factor Jr. Davis, Donald Factor, Alfred Firestein, y Chester Firestein llegar a los puestos de responsabilidad dentro de la empresa. Sus oficinas son ahora un museo situado en el centro de Hollywood.

## Fusión con Norton Simon
A principios de 1970 Factor Sidney se había retirado de la junta, y Factor Barbara, Factor Donald y Factor Jr. Davis de la tercera generación también habían dejado la compañía para perseguir otros intereses. Como resultado se produjo la disminución de la participación familiar. Factor Davis era todavía presidente de la junta, mientras que Alfred Jay Firestein era presidente y consejero delegado, cuando en 1973 la compañía acordó fusionarse con Norton Simon. Este evento se vio empañado semanas después por la repentina muerte de Alfred Jay Firestein a la edad de 48 años. Chester Firestein le sucedió como presidente de la compañía, solamente para renunciar tres años más tarde, en 1976, para dedicar su tiempo a sus intereses personales; fue reemplazado por un miembro no familiar. Su salida, junto con la de Max Factor, Jr., en el mismo año, significaba que desde entonces ningún miembro de la familia inmediata de Max Factor trabajaría para la empresa.
Durante el tiempo de Chester Firestein a cargo de la compañía se expandió en el extranjero y lanzó muchos nuevos productos que incluyeron el perfume Musk for Men para hombre, maquillaje ultralucent resistente al agua y, en 1975, la exitosa línea Halston de fragancias, que se convirtió rápidamente en la segunda fragancia de un diseñador más vendida en el mundo, detrás de Chanel No. 5.
Fue bajo Norton Simon que Max Factor lanzó "Maxi", una línea de maquillaje dirigida a un consumidor más joven e inteligente. Maxi vende productos orientados a los gustos de los adolescentes, tales como brillo de labios, colorete y lápices labiales. Maxi tenía un precio para competir con los líderes del mercado Bonne Bell y CoverGirl. Pero Maxi, Geminesse, ni Max Factor fueron capaces de levantar la disminución de los beneficios y cuota de mercado de la compañía en Estados Unidos.
En 1983 Norton Simon fue adquirida por Esmark, momento en que ya nadie en la familia Factor participaba en las operaciones diarias de la empresa. Un año más tarde se fusionó con Esmark Beatrice Foods, que agrupó Max Factor en su sección de belleza Playtex y trasladó la sede de Max Factor de Los Ángeles a Stamford, Connecticut. En 1986, Ronald Perelman de Revlon compró la división de belleza Playtex por $ 500 millones. En 1991, Revlon vende Max Factor a Procter & Gamble por $ 1,5 mil millones.
Para el primer trimestre de 2010, Procter & Gamble descontinuó Max factor en los Estados Unidos, en lugar de enfocar sus esfuerzos en Max factor prefirió dedicar sus esfuerzos de marketing en líneas más exitosas allí como CoverGirl. Max Factor continuó comercializándose en el extranjero. Max Factor también está disponible a través de Drugstore.com en los Estados Unidos.

## Innovaciones
A Max Factor se le acreditan muchas innovaciones cosméticas entre las cuales se encuentran:
- 1914: Lanzó el primer cosmético hecho especialmente para la gran pantalla, con una capa más delgada hecha con 12 sombras. Tenía formato crema en frascos, en comparación con las capas más gruesas y pastosas que se usaban en el teatro.
- 1917: Lanzó "el blanqueador líquido supremo " que proporciona los medios para obtener una suavidad de alabastro en el cuello, hombros, brazos y manos.
- 1918: Lanzó " Armonía de color", una gama de polvos para la cara que debido a su amplia gama de tonos permitía la constante personalización del maquillaje para un actor individual o actriz.
- 1925: Lanzó el "esmalte para uñas supremo Max factor", en envase de metal, era un polvo color beige que se rociaba sobre las uñas y se pulía con una gamuza, para dar a las uñas brillo y un ligero tinte.
- 1927: Lanzó  "Society Nail Tint," una envase pequeño de porcelana que contenía crema rosada. Se aplicaba sobre la uña y se pulía con gamuza, aportando un color rosa natural. "Society Nail White" también fue lanzado. Este era un tubo de líquido blanco que se aplicaba debajo de las puntas de la uña y se dejaba secar, el resultado se parecía a la moderna manicura francesa.
- 1928: Desarrolló cosméticos especiales para el uso en películas en blanco y negro. El señor Max fue galardonado con un premio Óscar por la innovación.
- 1930: Inventó el Brillo de labios.
- 1932: Desarrolló la línea de "maquillaje para televisión" específicamente para cubrir las necesidades de la filmación en televisión.
- 1934: Lanzó el esmalte para uñas líquido precursor del esmalte de uñas actual.
- 1935: Abrió el exclusivo salón de estética Max Factor en Los Ángeles.
- 1937: Lanzó "Pan-Cake", el precursor del maquillaje pastel, originalmente desarrollado para las películas a color.
- 1940: Lanzó  "Tru-Color"  el primer pintalabios indeleble, a prueba de manchas.
- 1945: Publicó su primer tutorial sobre cómo contornear la cara, para rostros de diferentes formas (Contouring).
- 1948: Lanzó el maquillaje "Pan-Stik".
- 1954: Lanzó "Erace", el corrector original y también desarrolló una línea de cosméticos específicamente para las necesidades de la televisión a color. (Esta línea permaneció como el estándar para el maquillaje en TV hasta la llegada de la televisión en HDTV.)
- 1971: Lanzó el primer maquillaje a "prueba de agua".
- 1980: La filial japonesa adquirió un antioxidante derivado del vino sake, llamado "Pitera". Posteriormente Max Factor lanzó "Max Factor Secret Key with Pitera", que más tarde sería renombrada SK- II.
- 1988: Lanzó el primer Rímel sin color.
- 2000: Lanzó el primer brillo para labios que duraba hasta 12 horas sin transferir color al labio, "Lipfinity" (Brillo de labios).
- 2008: Lanzó el primer rímel "con efecto pestaña falsa" (rímel).